# Bonnie Raitt (album)
Bonnie Raitt is het debuutalbum van Bonnie Raitt dat werd uitgebracht in 1971. Het is opgenomen in een verlaten zomerkamp op Enchanted Island, een eiland op Lake Minnetonka, ten westen van Minneapolis. Vier nummers werden live opgenomen, omdat ze een meer spontaan en natuurlijk gevoel in de muziek wilden leggen, schrijft Raitt in een opmerking op het album, volgens haar een gevoel dat meestal verdwijnt wanneer muzikanten hun opnames steeds opnieuw kunnen doen totdat het perfect is.
Hoewel de verkopen tegenvielen, werd Bonnie Raitt goed ontvangen door de critici. Robert Christgau schreef in zijn column in Consumer Guide dat haar album de muziek van Steve Stills, the Marvelettes en feministische blueszangeres Sippie Wallace combineerde. Ze had een volwassen repertoire, hoewel ze op het moment dat het album uitkwam pas 20 jaar oud was.

## Tracklist
1. "Bluebird" (Stills) – 3:29
2. "Mighty Tight Woman" (Wallace) – 4:20
3. "Thank You" (Raitt) – 2:50
4. "Finest Lovin' Man" (Raitt) – 4:42
5. "Any Day Woman" (Seibel, Siebel) – 2:23
6. "Big Road" (Johnson) – 3:31
7. "Walking Blues" (Johnson) – 2:40
8. "Danger Heartbreak Dead Ahead" (Hunter, Paul, Stevenson) – 2:53
9. "Since I Fell for You" (Johnson) – 3:06
10. "I Ain't Blue" (Koerner, Murphy) – 3:36
11. "Women Be Wise" (Beach, Wallace) – 4:09

## Muzikanten
- Bonnie Raitt - klassieke gitaar, akoestische gitaar, elektrische gitaar, piano, steelstringgitaar, zang, achtergrondzang, slidegitaar
- John Beach - piano
- Peter Bell - akoestisch gitaar, percussie, basgitaar, elektrisch gitaar, achtergrondzang
- Stephen Bradley - drums
- Freebo - basgitaar, tuba, zang, achtergrondzang, fretloze bas
- Russell Hagen - elektrisch gitaar
- Voyle Harris - trompet
- Eugene Hoffman - tenorsax, cowbell
- Maurice Jacox - dwarsfluit, baritonsax
- Reeve Little - achtergrondzang
- Willie Murphy - gitaar, percussie, piano, keyboards, zang, achtergrondzang
- Paul Pena - basgitaar, achtergrondzang
- Steve Raitt - percussie, geluidseffecten, achtergrondzang
- A.C. Reed - tenorsax
- Chris Rhodes - achtergrondzang
- Douglas Spurgeon - trombone
- Junior Wells - mondharmonica